# Megatherium americanum
Megatherium americanum — викопний вид велетенських лінивців вимерлої родини Мегатерієві (Megatheriidae). Megatherium americanum був одним з найбільших видів лінивців. Жив він у кінці плейстоцену у південній частині Південної Америки. Цей гігантський наземний лінивець вимер близько 10 000 років тому. Його наукова назва перекладається як «велика тварина з Америки».

## Опис
Megatherium americanum був міцної статури, мав довгі передні кінцівки та великі кігті. Скам'янілі сліди в Аргентині показують, що ходив не тільки рачки, але і міг ходити на задніх лапах на короткі відстані. У мегатерія задні ноги були звернені всередину так, що тварина ходила на боках ноги. Megatherium americanum був одним з найбільших наземних ссавців свого часу. Він міг сягати до 6 м завдовжки й важив близько 3,8 т. Вони мали десять зубів на верхній щелепі та вісім зубів на нижній. Ці зуби не мали коріння і росли все життя. Жувальні поверхні зубів були сформовані двома горизонтальними хребтами, які розрізали рослинність як ножицями.